# آشیت (باشقیرستان)
آشیت (انگلیسی: Ashit, Republic of Bashkortostan) یک شهرک در شهرستان کراسنوکامسکی استان باشقیرستان کشور روسیه است.